# ゴキゲン中飛車
ゴキゲン中飛車（ゴキゲンなかびしゃ、英: Gokigen Central Rook）は、将棋の戦法の一つで、飛車を5筋に振る中飛車戦法だが、「積極性」があり「5筋の位を早く取る」という特徴があるもの。略称はゴキ中。

## 概要
中飛車戦法の一種ではあるが、従来の中飛車は受けの要素が強い戦法であったのに対し、ゴキゲン中飛車は攻めの戦法である。基本的には後手番の戦法であるが、先手番で指されることもある。
こうした中飛車のルーツとして知られる棋譜は、第1期名人戦の決定局となった木村義雄対花田長太郎戦が知られている。▲7六歩△3四歩▲2六歩△5四歩▲5六歩の出だしから、後手が角道オープン中飛車の局面となった。この将棋は中飛車側の花田が敗れて木村が初の実力制名人となるが、途中は中飛車側も互角以上に戦えていた。
後手番の「5筋位取り中飛車」は元来富沢幹雄が指していた。そして棋譜データベース上の記録で▲7六歩△3四歩▲2六歩△5四歩▲2五歩△5二飛の初出は1989年5月30日の早指し選手権戦予選、日浦市郎対富沢戦である。この日から富沢はこの局面を3局続けて指していることがしられる。1990年代初頭には木下浩一や有森浩三が、アマチュアでは70年代から柿沼昭治が指していた。もちろん5五の位を取るものもゴキゲン中飛車の展開の一例としてあり、中飛車後手番の場合△3五歩～△5四飛～△2四飛▲2五歩△3四飛、中飛車側が先手番の場合、左銀を繰り出して5六又は6六の地点まで持っていく。角道を止める振り飛車は6六の地点で角道を止める場合が多いが、この戦法で角道を止める場合は5五の地点で止めることが多い。
ゴキゲン中飛車は、近藤正和が開発者として知られる。升田式石田流と5筋位取り中飛車を元に開発し、近藤が奨励会時代から指している戦法で、1996年10月にプロデビューした近藤は、中飛車を駆使して10連勝といきなり勝ちまくる。これは松本佳介と並ぶ当時のデビュー連勝記録であり、のちに藤井聡太が2017年に達成するまで破られなかった。その後も近藤はゴキゲン中飛車を指し続ける。
ゴキゲン中飛車の開発により、近藤は2002年度将棋大賞の升田幸三賞を受賞した。また、近藤は、ゴキゲン中飛車と併せて「ゴキゲン流」との二つ名も使われるようになった。
その後も本家の受賞以降もゴキゲン中飛車関連の升田賞が10年度の星野良生、11年度の佐藤康光、14年度の菅井竜也と3例続く。また2005年度には勝率0.822で将棋大賞勝率第一位賞を獲得し、棋士間で流行した。
従来、プロの公式戦では先手番を持った棋士が勝ちやすいとされ、年度末にまとめられるその年度の全公式戦の勝率は常に先手番の方が高かったが、2008年度は統計を取り始めて以来初めて後手番が勝ち越した（将棋界#先手の有利性 を参照）。その要因として、ゴキゲン中飛車や後手番一手損角換わりなどの台頭によって後手番の作戦の幅が広くなったことが挙げられる。
伸び伸びとしたバランスのいい陣形になるためプロアマ問わず人気の戦法となった。久保利明、里見香奈等の振り飛車党の活躍の原動力となった。また羽生善治もタイトル戦で採用することもある（第30期竜王戦第3局）。
また、初手▲7六歩に対し、二手目△8四歩とされた場合には組めない先手石田流とは補完関係にあるため、石田流三間飛車を得意とする振り飛車党の△8四歩対策として用いられることもある。

### 手順
基本的には後手番の戦法である。
▲7六歩△3四歩▲2六歩の出だしから、4手目で△4四歩と角道を止めずに△5四歩とし、さらに▲2五歩と飛車先の歩を伸ばす手に対して△5二飛と飛車を回る（第1図）。これが基本形である。
元は第1図で▲2四歩とし、△同歩▲同飛に△3二金であったが、その後△8八角成▲同銀と角交換する指し方が愛用された。同銀以下の変化では、後手の手として△3三角、△2二銀、△2二飛等がみられた。
△3三角の後の展開は▲2一飛成△8八角成▲7七角△8九馬▲1一角成△7八銀、もしくは▲2八飛△2七歩▲5八飛（或は▲7八飛）△2二飛▲3八金などである。
△2二銀の場合は▲2八飛△2七歩に、▲1八飛△3三銀▲3八金△4四銀▲6八玉や▲7八飛（▲5八飛～3八金～6五角もある）△3三銀▲3八金で、△2二飛とし▲4五角と打たせて△7二銀とする。以下先手は打った角を▲5四角△5二金左▲2七角から先手は▲2八歩～7五歩～5四角～7六角などと展開していた。
△2二飛の場合は▲2三歩は△1二飛～3二金、他に▲2二飛成△同銀▲5三飛△6二玉などである。
他に先手が一旦▲5八金右とし、以下△5五歩の角道止めを待って▲2四歩△同歩▲同飛という展開がみられた。後述の#▲5八金右超急戦を参照。
こうして、得に居飛車の飛車先を早くに切らしても、その後の展開について中飛車が極端に不利になることはないことがわかり、5筋を先にする指し方になる。
先手が初手より▲2六歩で△3四歩▲2五歩△3三角▲7六歩として、ゴキゲン中飛車の得を封じる指し方も出現。これに対して近藤正和は初手▲2六歩に△5二飛▲2五歩△3二金として、中飛車にしていく。以下▲2五歩△3二金▲2四歩△同歩▲同飛△2三歩▲2八飛△5四歩▲4八銀△3四歩、と先手に飛車先の歩を切らせることになるが、中飛車は実現している。手順中、5五歩と突く手を後回しして、6二玉から玉の囲う指し方も2001年に田村康介が指している。これは後で▲5五歩とするもの。
先手番で指すときは、端歩を突いてタイミングを遅らせるなどの方法があるが、派生型では初手▲5六歩△3四歩の出だしから、▲5八飛と飛車を回る（第2図）。これが先手番の基本形である。

### 命名
「ゴキゲン中飛車」という一風変わった戦法名は、近藤自身ではなく、将棋世界編集長の大崎善生が命名したものである。命名の現場にいた先崎学によれば、経緯は以下の通りである。
近藤が中飛車で好成績を残し、若くして戦法書を出すことになった。そこで、戦法の名前をどうするか近藤を除く何人かの棋士と編集者が集まって会議をしていた。しかし、近藤はまだ知名度が低いので、近藤流のような凡庸な名前では売れそうもない。議論が難航するうち、大崎が「近藤君はいつ見てもご機嫌な男だ。だからゴキゲン中飛車でどうか」と言い放った。大胆な発想に一同驚いていたところに偶然にも近藤本人が通りかかった。会議のメンバーからゴキゲン中飛車という名前はどうか聞かれた近藤は、満面の笑みで「いいっすねえ」と即決。これで戦法名が決まった。

## 対ゴキゲン中飛車

### 丸山ワクチン
有力な対抗策の一つとして「丸山ワクチン」がある。2002年頃から丸山忠久が積極的に用いたことから、同姓の医師・丸山千里が開発した皮膚結核の治療薬「丸山ワクチン」になぞえられて呼ばれるようになった。
序盤、後手△5五歩と位を取られる前に、前記第1図の局面から居飛車側から▲2二角成△同銀と角交換を行う（第3-1図）。これは、角を持ち合って持久戦にする狙いである。これに対して振り飛車側には、美濃囲いから向かい飛車へ振るなどの対抗策が生まれた。

#### 新丸山ワクチン
かつて丸山ワクチンでは第3-1図から▲6八玉と囲っていた。しかし、その瞬間△3三角と打たれると、以下▲7七桂には△7四歩から桂頭を狙われ、▲8八角には△5五歩で角交換した意味が無くなる。この変化を避けるため、第3-1図から▲6八玉ではなく▲7八銀（第3-2図）とするのが新丸山ワクチンである。▲7八銀とする事によって、△3三角と打たれた時に▲7七銀を用意している。

#### 佐藤新手▲9六歩
第3-2図から△6二玉▲4八銀△5五歩に▲6五角と打つと、以下△3二金▲8三角成△5六歩▲同馬△同飛▲同歩△8八角で後手優勢となる。このため第3-2図で▲7八銀に代えて▲8八銀も指された。ところが、▲7八銀型を実現するため、第3-1図で▲9六歩（第3-3図）と突くのが、佐藤康光が編み出した新手である。次に▲9五歩があるので後手は△9四歩だが、先手は▲7八銀と新丸山ワクチンへ移行する。なおも△5五歩なら、以下▲6五角△3二金▲8三角成△5六歩▲同歩△8八角▲9七香で先手良し。なお、この手を初披露したのは2005年2月17日（朝日オープン将棋選手権・対山崎隆之戦）である（結果的に負けたが内容は十分）。しかし、そのときは棋士達の間で見向きもされず、5か月後にタイトル戦で羽生善治を相手に同じ手を指して勝ったときから流行り出した。
| 9  | 8  | 7  | 6  | 5  | 4  | 3  | 2  | 1  |    |
| 香 | 桂 | 銀 | 金 | 王 | 金 |    | 桂 | 香 | 一 |
|    |    |    |    | 飛 |    |    | 銀 |    | 二 |
| 歩 | 歩 | 歩 | 歩 |    | 歩 |    | 歩 | 歩 | 三 |
|    |    |    |    | 歩 |    | 歩 |    |    | 四 |
|    |    |    |    |    |    |    | 歩 |    | 五 |
|    |    | 歩 |    |    |    |    |    |    | 六 |
| 歩 | 歩 |    | 歩 | 歩 | 歩 | 歩 |    | 歩 | 七 |
|    |    |    |    |    |    |    | 飛 |    | 八 |
| 香 | 桂 | 銀 | 金 | 玉 | 金 | 銀 | 桂 | 香 | 九 |

| 9  | 8  | 7  | 6  | 5  | 4  | 3  | 2  | 1  |    |
| 香 | 桂 | 銀 | 金 | 王 | 金 |    | 桂 | 香 | 一 |
|    |    |    |    | 飛 |    |    | 銀 |    | 二 |
| 歩 | 歩 | 歩 | 歩 |    | 歩 |    | 歩 | 歩 | 三 |
|    |    |    |    | 歩 |    | 歩 |    |    | 四 |
|    |    |    |    |    |    |    | 歩 |    | 五 |
|    |    | 歩 |    |    |    |    |    |    | 六 |
| 歩 | 歩 |    | 歩 | 歩 | 歩 | 歩 |    | 歩 | 七 |
|    |    | 銀 |    |    |    |    | 飛 |    | 八 |
| 香 | 桂 |    | 金 | 玉 | 金 | 銀 | 桂 | 香 | 九 |

| 9  | 8  | 7  | 6  | 5  | 4  | 3  | 2  | 1  |    |
| 香 | 桂 | 銀 | 金 | 王 | 金 |    | 桂 | 香 | 一 |
|    |    |    |    | 飛 |    |    | 銀 |    | 二 |
| 歩 | 歩 | 歩 | 歩 |    | 歩 |    | 歩 | 歩 | 三 |
|    |    |    |    | 歩 |    | 歩 |    |    | 四 |
|    |    |    |    |    |    |    | 歩 |    | 五 |
| 歩 |    | 歩 |    |    |    |    |    |    | 六 |
|    | 歩 |    | 歩 | 歩 | 歩 | 歩 |    | 歩 | 七 |
|    |    |    |    |    |    |    | 飛 |    | 八 |
| 香 | 桂 | 銀 | 金 | 玉 | 金 | 銀 | 桂 | 香 | 九 |

### ▲5八金右超急戦
この戦法は対策と言うよりは対抗して攻め合う戦法である。第1図の局面から▲5八金右（7手目）と上がり、後手が攻め合いを選ぶとこの戦型が生じる。

| 9  | 8  | 7  | 6  | 5  | 4  | 3  | 2  | 1  |    |
| 香 | 桂 | 銀 | 金 | 王 | 金 | 銀 | 桂 | 香 | 一 |
|    |    |    |    | 飛 |    |    | 角 |    | 二 |
| 歩 | 歩 | 歩 | 歩 |    | 歩 |    | 歩 | 歩 | 三 |
|    |    |    |    | 歩 |    | 歩 |    |    | 四 |
|    |    |    |    |    |    |    | 歩 |    | 五 |
|    |    | 歩 |    |    |    |    |    |    | 六 |
| 歩 | 歩 |    | 歩 | 歩 | 歩 | 歩 |    | 歩 | 七 |
|    | 角 |    |    | 金 |    |    | 飛 |    | 八 |
| 香 | 桂 | 銀 | 金 | 玉 |    | 銀 | 桂 | 香 | 九 |

第12期竜王戦七番勝負において、全局振り飛車宣言をしていた鈴木大介に対抗するために藤井猛により急遽考案された戦法であり、同棋戦にて初めて指された。
▲5八金右の後、△5五歩▲2四歩△同歩▲同飛（11手目）と進む。12手目は△5六歩と△3二金があり、△5六歩と進むと超急戦となる（第1号局では鈴木は決戦を避け、△3二金と穏やかな進行を選んだ）。12手目からは△5六歩▲同歩△8八角成▲同銀△3三角▲2一飛成△8八角成▲5五桂△6二玉（20手目）と進むのが定跡である。後手番の方が先に駒得をするが、19手目の▲5五桂が有力である。▲5五桂に後手が次の両取りを受けようと20手目に△5四銀とすると、▲3三角の王手が有力で、後手はどう受けても馬が素抜かれ、先手勝勢となる。そのため、必ず△6二玉とあがり、その間に▲1一竜と進む（第4-2図）。
かつては第4-2図以降、22手目には△9九馬が多く指されていた。△9九馬と香を取った手に対して、▲6六香や▲3三角（室岡新手、第4-3図）などが有力とされていたが、タイトル戦でも登場すると次第に研究が進み、その後も数多くの手が指されていくにつれて、未解決あるいは形勢不明のまま指されなくなっている手もあり、それだけ複雑で難解な局面とされていた。
しかし、△9九馬に対する▲3三香と打つ手（第4-4図）が当時奨励会三段の都成竜馬により発見された。△2二銀打には▲3一香成△1一銀▲4一成香で2枚替えの上、打った銀も働いていないため、先手良し。▲3一香成△同金には▲1二竜△1一香などがあるが、先手が指せるとされている。そのため、△9九馬ではなく、△5四銀や超急戦を受けない研究もされている。第78期棋聖戦第4局、▲渡辺明vs△佐藤康光戦では、後手の佐藤は△5四歩としている。以下▲6三桂成△同玉▲6六香△7二玉▲7五角△5一飛と進んでいる。
また14手目△5六歩▲同歩の後、ここで△8八角成とせず△5七歩と金の頭に歩を叩く手が2010年代後半から指され、有力であるというのが共通認識となっている。
以下▲同金であると△8八角成▲同銀△3五角があり、▲4六角としても△2四角▲同角△6二玉である。このため△5七歩には金をかわすが、▲4八金は△8八角成▲同銀△3三角▲2一飛成△8八角成で居飛車側の左辺が薄く△5七歩のくさびも大きい。よって歩打ちには▲6八金とする。以下同じように△8八角成から△3三角▲2一飛成△8八角成となれば、次に△7八銀で、以下▲同金には△同馬で、先手他の手では攻め足が鈍れば△6九銀成から△5五馬▲同歩△同飛等があり、前述の変化より得をしているとみられている。
| 9  | 8  | 7  | 6  | 5  | 4  | 3  | 2  | 1  |    |
| 香 | 桂 | 銀 | 金 |    | 金 | 銀 |    | 龍 | 一 |
|    |    |    | 王 | 飛 |    |    |    |    | 二 |
| 歩 | 歩 | 歩 | 歩 |    | 歩 |    |    | 歩 | 三 |
|    |    |    |    |    |    | 歩 |    |    | 四 |
|    |    |    |    | 桂 |    |    |    |    | 五 |
|    |    | 歩 |    | 歩 |    |    |    |    | 六 |
| 歩 | 歩 |    | 歩 |    | 歩 | 歩 |    | 歩 | 七 |
|    | 馬 |    |    | 金 |    |    |    |    | 八 |
| 香 | 桂 |    | 金 | 玉 |    | 銀 | 桂 | 香 | 九 |

| 9  | 8  | 7  | 6  | 5  | 4  | 3  | 2  | 1  |    |
| 香 | 桂 | 銀 | 金 |    | 金 | 銀 |    | 龍 | 一 |
|    |    |    | 王 | 飛 |    |    |    |    | 二 |
| 歩 | 歩 | 歩 | 歩 |    | 歩 | 角 |    | 歩 | 三 |
|    |    |    |    |    |    | 歩 |    |    | 四 |
|    |    |    |    | 桂 |    |    |    |    | 五 |
|    |    | 歩 |    | 歩 |    |    |    |    | 六 |
| 歩 | 歩 |    | 歩 |    | 歩 | 歩 |    | 歩 | 七 |
|    |    |    |    | 金 |    |    |    |    | 八 |
| 馬 | 桂 |    | 金 | 玉 |    | 銀 | 桂 | 香 | 九 |

| 9  | 8  | 7  | 6  | 5  | 4  | 3  | 2  | 1  |    |
| 香 | 桂 | 銀 | 金 |    | 金 | 銀 |    | 龍 | 一 |
|    |    |    | 王 | 飛 |    |    |    |    | 二 |
| 歩 | 歩 | 歩 | 歩 |    | 歩 | 香 |    | 歩 | 三 |
|    |    |    |    |    |    | 歩 |    |    | 四 |
|    |    |    |    | 桂 |    |    |    |    | 五 |
|    |    | 歩 |    | 歩 |    |    |    |    | 六 |
| 歩 | 歩 |    | 歩 |    | 歩 | 歩 |    | 歩 | 七 |
|    |    |    |    | 金 |    |    |    |    | 八 |
| 馬 | 桂 |    | 金 | 玉 |    | 銀 | 桂 | 香 | 九 |

基本的に▲5八金右として、この急戦策を誘って来る相手であれば研究していて自信があるはずであり、後手も△5六歩で前述の△3二金を指して変化すればかわすことができる。△3二金以下は▲4八銀△6二玉▲6八玉△5四飛と浮き、さらに▲7八銀△7二玉▲7九玉と先手の用心には△2三歩▲2八飛に△3五歩などが、進行例。
また、後手には▲5八金右に対して△6二玉と囲いを優先するなどもあり、決戦を回避する選択肢としてこの順もタイトル戦では久保利明や谷川浩司が指した例があるものの、数は少ない。
いずれもこの超急戦は短手数で終局することが多く、研究量が物を言う勝負になりやすい。

### ▲7八金型
第1図の局面から▲7八金（7手目）と上がる手段も、2000年10月28日 早指戦、中原誠vs.森雞二 戦や、1999年12月11日 早指戦、深浦康市vs.森雞二 戦など、いくつか指されており、これは左金で8八地点にヒモを付けた手であり、前述の△5五歩に先手が▲2四歩を狙っている。
| 9  | 8  | 7  | 6  | 5  | 4  | 3  | 2  | 1  |    |
| 香 | 桂 | 銀 | 金 | 王 | 金 | 銀 | 桂 | 香 | 一 |
|    |    |    |    | 飛 |    |    | 角 |    | 二 |
| 歩 | 歩 | 歩 | 歩 |    | 歩 |    | 歩 | 歩 | 三 |
|    |    |    |    | 歩 |    | 歩 |    |    | 四 |
|    |    |    |    |    |    |    | 歩 |    | 五 |
|    |    | 歩 |    |    |    |    |    |    | 六 |
| 歩 | 歩 |    | 歩 | 歩 | 歩 | 歩 |    | 歩 | 七 |
|    | 角 | 金 |    |    |    |    | 飛 |    | 八 |
| 香 | 桂 | 銀 |    | 玉 | 金 | 銀 | 桂 | 香 | 九 |

| 9  | 8  | 7  | 6  | 5  | 4  | 3  | 2  | 1  |    |
| 香 | 桂 | 銀 | 金 |    | 金 | 銀 | 桂 | 香 | 一 |
|    |    |    | 王 | 飛 |    |    | 角 |    | 二 |
| 歩 | 歩 | 歩 | 歩 |    | 歩 |    | 歩 | 歩 | 三 |
|    |    |    |    | 歩 |    | 歩 |    |    | 四 |
|    |    |    |    |    |    |    | 歩 |    | 五 |
|    |    | 歩 |    |    |    |    |    |    | 六 |
| 歩 | 歩 |    | 歩 | 歩 | 歩 | 歩 |    | 歩 | 七 |
|    | 角 | 金 |    |    |    |    | 飛 |    | 八 |
| 香 | 桂 | 銀 |    | 玉 | 金 | 銀 | 桂 | 香 | 九 |

| 9  | 8  | 7  | 6  | 5  | 4  | 3  | 2  | 1  |    |
| 香 | 桂 | 銀 | 金 |    | 金 | 銀 | 桂 | 香 | 一 |
|    | 王 |    |    | 飛 |    |    | 角 |    | 二 |
| 歩 | 歩 | 歩 | 歩 |    | 歩 |    | 歩 | 歩 | 三 |
|    |    |    |    | 歩 |    | 歩 |    |    | 四 |
|    |    |    |    |    |    |    | 歩 |    | 五 |
|    |    | 歩 |    |    |    |    |    |    | 六 |
| 歩 | 歩 |    | 歩 | 歩 | 歩 | 歩 |    | 歩 | 七 |
|    | 角 | 金 |    |    | 銀 |    | 飛 |    | 八 |
| 香 | 桂 | 銀 | 玉 |    | 金 |    | 桂 | 香 | 九 |

中原対森戦では、△5五歩以下、▲2四歩△同歩▲同飛に△5六歩と行き、▲5六同歩△同飛▲5八歩△3二金に▲2八飛と引いている。これに後手が単に△2三歩では▲2二角成△同銀▲6五角があるので、後手は△2六歩としているが、これは前述の▲6五角の筋に△5五飛▲8三角成△2五飛を用意している。実戦は▲6六歩とし、これを△同角であると▲同角△同角▲同飛△5五角であるので、以下△4四角▲6七金△5五飛▲6八玉△2五飛となる。
2001年9月の朝日オープン将棋選手権、中座真－田村康介戦では、先手中座の7手目▲7八金に田村は構わず△6二玉と指した。以下先手の▲2四歩△同歩▲同飛に、△8八角成▲同銀として△2二飛を用意。以下▲2三歩△1二飛で▲2二角に△3五角と進んだ。この指し方は『島ノート』振り飛車編（講談社、2002年）では田村流と紹介している。▲2二角のところ▲2八飛ならば△3二金▲4八銀△2二歩▲同歩成△同飛▲2六歩△4二銀が予想される。△2二飛の順は、同年に米長邦雄が6手目に5二飛でなく△5五歩と指し、これで角交換から△3三角の順はないので、先手も▲7八金とせずにすぐ▲2四歩と仕掛け、以下△同歩▲同飛に△5六歩～8八角成～2二飛という将棋を2局ほど指していた。ただしこの2局とも、居飛車は飛車交換に応じている。
こうした、角道を開けておく振り飛車が居飛車に飛車先を切らせてから角交換して2二飛とぶつける指し方は、1971年名人戦第3局、大山康晴－升田幸三戦での升田が指した升田式石田流で見せている。このとき先手が▲2三歩として後手が△1二飛と指し、以下△3二金～2二歩としている。
田村と中座はその後、2001年9月竜王戦ランキング戦5組で再び対戦。今度は先手の中座は飛車先交換をせず、田村は美濃囲いにし、△3五歩から△5五歩～5四飛～3四飛と構えた。
2015年12月の棋聖戦予選、森下卓－黒沢怜生戦では後手は△5四歩止めで駒組を進め、以下図のように先手が▲4八銀型から▲2四歩△同歩▲同飛と行き、実戦では△8八角成▲同銀に△2二飛と飛車交換しに行った。この後▲2三歩△5二飛▲3一玉△3二金▲3三銀△3八銀▲2八飛に△3三桂として△2五歩を狙う。以下▲4一角△4二飛▲3二角成△同飛に▲2一金で次に2二歩成や3一金の狙いがあるが、これに後手一旦△8四歩とし、以下▲同飛△5二飛で、▲3一金なら△5三角▲4六飛△2七角▲5九金△4五角成を狙った。
▲7八金型に飛車先交換せずに駒組が進むと、一例として以下の図のように角を睨み合ったままの戦型になる事があった。一時期流行したがその割にこの順の実戦例が少ないのは、後述紹介する超速が優秀であるので、あえてこの形にする必要がないからとされている。
| 9  | 8  | 7  | 6  | 5  | 4  | 3  | 2  | 1  |    |
| 香 | 桂 |    | 金 |    | 金 | 銀 | 桂 | 香 | 一 |
|    | 王 | 銀 |    | 飛 |    |    |    |    | 二 |
|    | 歩 | 歩 | 歩 |    | 歩 | 角 | 歩 | 歩 | 三 |
| 歩 |    |    |    | 歩 |    | 歩 |    |    | 四 |
|    |    |    |    |    |    |    | 歩 |    | 五 |
| 歩 |    | 歩 |    |    |    |    |    |    | 六 |
|    | 歩 | 角 | 歩 | 歩 | 歩 | 歩 |    | 歩 | 七 |
|    |    | 金 | 銀 |    | 銀 |    | 飛 |    | 八 |
| 香 | 桂 |    | 玉 |    | 金 |    | 桂 | 香 | 九 |

| 9  | 8  | 7  | 6  | 5  | 4  | 3  | 2  | 1  |    |
| 香 | 桂 |    | 金 |    |    | 銀 |    | 香 | 一 |
|    | 王 | 銀 |    |    |    | 金 |    |    | 二 |
|    | 歩 | 歩 | 歩 |    | 歩 | 桂 |    | 歩 | 三 |
| 歩 |    |    |    | 飛 |    |    |    |    | 四 |
|    |    |    |    | 歩 |    |    | 歩 |    | 五 |
| 歩 |    | 歩 | 歩 |    |    | 歩 |    |    | 六 |
|    | 歩 |    | 馬 | 歩 | 歩 |    |    | 歩 | 七 |
|    |    | 金 | 銀 |    | 銀 |    | 飛 |    | 八 |
| 香 | 桂 |    | 玉 |    | 金 |    | 桂 | 香 | 九 |

図に至る途中先手▲6八銀とあくまで後手から角交換をさせようとしており、図の△3三角は、次に4二銀を狙っている。ここからは▲3三同角成△同桂▲2四歩△同歩▲2三角（▲2四飛ならば△2二飛）△3二金▲3四角成△2五歩▲6六歩△5五歩に▲3六歩△5四飛▲6七馬の進行が定跡化されている。3六歩では先に6七馬もある。以下は△2四飛▲2七歩△4二銀▲7九玉△4四歩▲4六歩△4三銀が進行例。

### 超速▲3七銀
| 9  | 8  | 7  | 6  | 5  | 4  | 3  | 2  | 1  |    |
| 香 | 桂 | 銀 | 金 |    | 金 | 銀 | 桂 | 香 | 一 |
|    |    | 王 |    | 飛 |    |    |    |    | 二 |
| 歩 | 歩 | 歩 | 歩 |    | 歩 | 角 | 歩 | 歩 | 三 |
|    |    |    |    |    |    | 歩 |    |    | 四 |
|    |    |    |    | 歩 |    |    | 歩 |    | 五 |
|    |    | 歩 |    |    | 銀 | 歩 |    |    | 六 |
| 歩 | 歩 |    | 歩 | 歩 | 歩 |    |    | 歩 | 七 |
|    | 角 |    | 玉 |    |    |    | 飛 |    | 八 |
| 香 | 桂 | 銀 | 金 |    | 金 |    | 桂 | 香 | 九 |

2010年度、プロの間で、後手ゴキゲン中飛車に対する先手の対応策として「超速▲3七銀」と呼ばれる戦法が流行し始めた。命名者は勝又清和で、1号局は2009年12月の朝日杯将棋オープン戦の▲深浦康市王位－△佐藤和俊五段戦（肩書は当時）。開発したのは、当時奨励会三段の星野良生であり、星野は第38回（2010年度）将棋大賞の升田幸三賞を受賞した。
第1図から▲4八銀△5五歩▲6八玉△3三角▲3六歩△6二玉▲3七銀△7二玉と進み、次に▲4六銀と出て速攻を狙うのが基本形（第5図）。
ここで後手の応手として、△3二銀、△4二銀、△3二金などがある。また△4四歩と突き、△4五歩から先手の右銀を引き込んで捌く菅井流も有力である。

#### 居合抜き超速
2016年頃に出た先手中飛車対策として、初手▲5六歩から2手目△3四歩ではなく、△8四歩と飛車先の歩を突き、その後▲7六歩△5四歩▲5八飛△6二銀▲4八玉△4二玉▲3八玉△3二玉▲2八玉△4二銀と駒組までは角道を開けずに、あとから角道を開ける戦法が新たな対策として研究されている（村山慈明は「居合抜き超速」と名付けた）。
| 9  | 8  | 7  | 6  | 5  | 4  | 3  | 2  | 1  |    |
| 香 | 桂 |    | 金 |    | 金 | 銀 | 桂 | 香 | 一 |
|    | 飛 |    |    |    | 王 |    | 角 |    | 二 |
| 歩 |    |    | 歩 | 歩 | 歩 | 歩 | 歩 | 歩 | 三 |
|    |    | 歩 | 銀 |    |    |    |    |    | 四 |
|    | 歩 |    |    | 歩 |    |    |    |    | 五 |
|    |    | 歩 | 銀 |    |    |    |    |    | 六 |
| 歩 | 歩 | 角 | 歩 |    | 歩 | 歩 | 歩 | 歩 | 七 |
|    |    |    |    | 飛 |    |    |    |    | 八 |
| 香 | 桂 |    | 金 | 玉 | 金 | 銀 | 桂 | 香 | 九 |

| 9  | 8  | 7  | 6  | 5  | 4  | 3  | 2  | 1  |    |
| 香 | 桂 |    | 金 |    | 金 | 銀 | 桂 | 香 | 一 |
|    | 飛 |    |    |    | 王 |    | 角 |    | 二 |
| 歩 |    |    | 歩 | 歩 | 歩 | 歩 | 歩 | 歩 | 三 |
|    |    | 歩 | 銀 |    |    |    |    |    | 四 |
|    | 歩 |    |    |    |    |    |    |    | 五 |
|    |    | 歩 | 歩 | 歩 |    |    |    |    | 六 |
| 歩 | 歩 | 角 |    | 銀 | 歩 | 歩 | 歩 | 歩 | 七 |
|    |    |    |    | 飛 | 玉 |    |    |    | 八 |
| 香 | 桂 |    | 金 |    | 金 | 銀 | 桂 | 香 | 九 |

△3四歩を保留しているため、先手番と同じ超速戦法も有効になり、相手の左銀が逸れれば角道を開け、香取りが受けづらくなる狙いもある。その後も研究が進み、中飛車側から5筋を突きこされても、苦にならなくなった。突きこした歩を逆用して、それを狙う変化が成立したのである（一例として▲5六歩△8四歩▲7六歩△6二銀▲5八飛△4二玉▲5五歩△8五歩▲7七角△7四歩▲6八銀△7三銀▲5七銀△6四銀▲6六銀＜第6-1図＞）。
2018年辺りから、中飛車側も対策として後手の角道が開いてないのを理由に、5筋の歩の突きこしを保留し、振り飛車側から急戦を封じる持久戦含みの展開になる（△4二玉から▲6八銀△8五歩▲7七角△7四歩▲4八玉△7三銀▲5七銀△6四銀と居合抜きの形を目指すと、先手は▲6六歩と突いて、歩こし銀には歩で対抗する手が発見された＜第6-2図＞。以下、△7五歩には▲6五歩と銀取りと切り返すことで、中飛車側の捌きが成功してしまうため）。

### 角道不開型
居飛車後手番では、前述の角道を開けず構える陣から、早くの5筋位取り中飛車には△3四歩とせずに△7四歩を先に指し、角道を保留して△7三銀から△6四銀の急戦を狙う指し方がある。
| 9  | 8  | 7  | 6  | 5  | 4  | 3  | 2  | 1  |    |
| 香 | 桂 |    | 金 |    | 金 |    | 桂 | 香 | 一 |
|    | 飛 |    |    |    | 銀 | 王 | 角 |    | 二 |
| 歩 |    |    | 歩 | 歩 | 歩 | 歩 | 歩 | 歩 | 三 |
|    |    |    |    |    |    |    |    |    | 四 |
|    | 歩 | 銀 |    | 歩 |    |    |    |    | 五 |
|    |    |    |    |    |    |    |    |    | 六 |
| 歩 | 歩 | 角 |    |    | 歩 | 歩 | 歩 | 歩 | 七 |
|    |    | 銀 |    | 飛 |    | 玉 |    |    | 八 |
| 香 | 桂 |    | 金 |    | 金 | 銀 | 桂 | 香 | 九 |

| 9  | 8  | 7  | 6  | 5  | 4  | 3  | 2  | 1  |    |
| 香 | 桂 |    | 金 |    | 金 |    | 桂 | 香 | 一 |
|    | 飛 |    |    |    | 銀 | 王 | 角 |    | 二 |
| 歩 |    | 銀 | 歩 | 歩 | 歩 | 歩 | 歩 | 歩 | 三 |
|    |    | 歩 |    |    |    |    |    |    | 四 |
|    | 歩 |    |    | 歩 |    |    |    |    | 五 |
|    |    | 歩 | 歩 |    |    |    |    |    | 六 |
| 歩 | 歩 | 角 |    |    | 歩 | 歩 | 歩 | 歩 | 七 |
|    |    | 銀 |    | 飛 |    | 玉 |    |    | 八 |
| 香 | 桂 |    | 金 |    | 金 | 銀 | 桂 | 香 | 九 |

第6-3a図は、後手右銀が7五に進出したが、この状態では既に後手成功となっている。この時3四の角道が開いていると先手から▲5四歩の決戦策があるが、角道が開いていない図の局面では先手は角頭の処置が厳しく、以下▲6八角ならそこで△3四歩があり、▲6八角に代えて▲5四歩には△3一角が、角道不突きを生かした指し方になる。
先手は他に図のように▲6六歩と構える手があるが、これは△6四銀ならば▲6五歩△同銀▲6七銀の銀挟みを狙っている。このため2017年5月の西川和宏対藤井聡太戦の王将戦一次予選では、後手の藤井は△7五歩とし、以下▲同歩△6四銀▲6五歩△7五銀▲5四歩△同歩▲同飛△8六歩▲同歩△7六銀▲5五角△7三歩▲4六角△8七歩と進んた。中飛車側は5五角の飛びだしに△7三歩と受けさせるが、次に△6五銀で先手飛車が詰んでいるので▲4六角が必要で、最後の8七歩は銀が入ると△4五銀の狙い。この局から、角道不開型の優秀性が認識されていった。

#### 角道不開左美濃
さらに2010年代後半から、最大限に手数を省いて3一玉型の左美濃にする形も出現。
実戦例には2018年の第59期王位戦七番勝負第3局などがあり、先手中飛車も愚形となるが、左銀も活用される超速とは違って重圧はかからないので、お互い玉を囲う展開である。この後△3四歩▲3八銀△4四歩▲5四歩△同歩▲同飛△4三金▲5九飛が進行の一例。
他に△3四歩では先に△4四歩と突き、▲3八銀なら△4三金で、5筋の歩を交換させない指し方もある。このため2018年8月の王位戦七番勝負第3局、▲菅井竜也対△豊島将之戦では△4四歩に▲5四歩△同歩▲同飛と交換し、以下△4三金▲5九飛△3四歩▲5五銀△同銀▲同角△6四銀▲7七角△5四歩▲1八香△3三角▲1九玉△2二玉▲2八銀と中飛車側は穴熊に組んだ。
| 9  | 8  | 7  | 6  | 5  | 4  | 3  | 2  | 1  |    |
| 香 | 桂 |    |    |    | 金 | 王 | 桂 | 香 | 一 |
|    | 飛 |    |    | 金 |    | 銀 | 角 |    | 二 |
| 歩 |    |    | 歩 | 歩 | 歩 | 歩 | 歩 | 歩 | 三 |
|    |    | 歩 | 銀 |    |    |    |    |    | 四 |
|    | 歩 |    |    | 歩 |    |    |    |    | 五 |
|    |    | 歩 | 銀 |    |    |    |    |    | 六 |
| 歩 | 歩 | 角 | 歩 |    | 歩 | 歩 | 歩 | 歩 | 七 |
|    |    |    |    | 飛 |    | 玉 |    |    | 八 |
| 香 | 桂 |    | 金 |    | 金 | 銀 | 桂 | 香 | 九 |

| 9  | 8  | 7  | 6  | 5  | 4  | 3  | 2  | 1  |    |
| 香 | 桂 |    |    |    | 金 | 王 | 桂 | 香 | 一 |
|    | 飛 |    |    | 金 |    | 銀 |    |    | 二 |
| 歩 |    |    | 歩 | 歩 | 歩 | 歩 | 歩 | 角 | 三 |
|    |    | 歩 | 銀 |    |    |    |    | 歩 | 四 |
|    | 歩 |    |    | 歩 |    |    |    |    | 五 |
|    |    | 歩 | 銀 |    |    |    |    |    | 六 |
| 歩 | 歩 | 角 | 歩 |    | 歩 | 歩 | 歩 | 歩 | 七 |
|    |    |    |    | 飛 |    |    | 玉 | 香 | 八 |
| 香 | 桂 |    | 金 |    | 金 | 銀 | 桂 |    | 九 |

なお、中飛車側が素直に穴熊に組むと、第6-5図のように△1四歩～1三角とすると先手は6九の金が右方面に動けない。この端角戦法が3四を省略したからこその新構想である。
そして、後手は角頭を攻められる危険も緩和され、陣も△2二玉から△4四歩～4三金とする手など、指す手に困らない。
| 9  | 8  | 7  | 6  | 5  | 4  | 3  | 2  | 1  |    |
| 香 | 桂 |    |    |    | 金 | 王 | 桂 | 香 | 一 |
|    | 飛 |    |    | 金 |    | 銀 | 角 |    | 二 |
| 歩 |    |    | 歩 | 歩 | 歩 | 歩 | 歩 |    | 三 |
|    |    | 歩 | 銀 |    |    |    |    | 歩 | 四 |
|    | 歩 |    |    | 歩 |    |    |    |    | 五 |
|    |    | 歩 |    | 銀 |    |    |    |    | 六 |
| 歩 | 歩 | 角 | 歩 |    | 歩 | 歩 | 歩 | 歩 | 七 |
|    |    |    |    | 飛 |    | 銀 | 玉 |    | 八 |
| 香 | 桂 |    | 金 |    | 金 |    | 桂 | 香 | 九 |

| 9  | 8  | 7  | 6  | 5  | 4  | 3  | 2  | 1  |    |
| 香 |    |    |    |    | 金 | 王 | 桂 | 香 | 一 |
|    | 飛 |    | 銀 | 金 |    | 銀 | 角 |    | 二 |
| 歩 |    | 桂 |    | 歩 | 歩 | 歩 | 歩 |    | 三 |
|    |    | 歩 | 歩 |    |    |    |    | 歩 | 四 |
|    | 歩 |    |    |    |    |    |    |    | 五 |
|    |    | 歩 |    | 歩 |    |    |    | 歩 | 六 |
| 歩 | 歩 | 角 | 歩 | 銀 | 歩 | 歩 | 歩 |    | 七 |
|    |    |    |    | 飛 |    | 銀 | 玉 |    | 八 |
| 香 | 桂 |    | 金 |    | 金 |    | 桂 | 香 | 九 |

その後、後手の左美濃に対して先手も▲5五歩から5六銀型に構える陣形が指されていく。特に先手は相手の左美濃に自陣も美濃に素直に組んでも穴熊の含みも消えて、固さも競えず損となるため、5六銀型に構える工夫をしている。
代表局には2018年11月の順位戦A級、久保利明対糸谷哲郎戦など。また、2019年の叡王戦本予選、菅井竜也対渡辺明戦では第6-6図のように△3四歩を保留して△7二飛として攻めをみせた。7二飛からは2017年6月に棋王戦予選、▲北浜健介対△阿部隆戦では▲6八角△7五歩▲同歩△同飛▲6六歩△7三桂▲7二歩と進んだ。
この形はこうして双方工夫しながら、第6-7図のような局面も出現。先手は5五の位を取るのを省略し、一方で後手は右の銀は6二に置き、7三の地点には桂馬を跳ねている。先手が▲4六銀と銀の活用をしてきても△4四歩から△1三角に構える狙いがある。それでも4六銀であると後手から△6五桂▲5九角△4五歩、といった攻撃手段が控えている。

### 4七銀型
飛車先の歩を交換することを狙っている。
桂馬と連携することが多いため、桂馬を止められると失敗しやすい。しかし、銀が前に出ていない分、自陣の防御にも働く。1990年代後半から2000年代前半にかけて一時期流行した指し方であったが、その後超速の出現で少なくなって行った。

| 9  | 8  | 7  | 6  | 5  | 4  | 3  | 2  | 1  |    |
| 香 | 桂 |    | 金 |    |    |    | 桂 | 香 | 一 |
|    | 王 | 銀 |    | 飛 | 銀 | 金 |    |    | 二 |
|    | 歩 | 歩 | 歩 |    | 歩 | 角 | 歩 | 歩 | 三 |
| 歩 |    |    |    |    |    | 歩 |    |    | 四 |
|    |    |    |    | 歩 |    |    | 歩 |    | 五 |
| 歩 |    | 歩 |    |    | 歩 |    |    |    | 六 |
|    | 歩 | 銀 | 歩 | 歩 | 銀 | 歩 |    | 歩 | 七 |
|    | 角 | 王 |    | 金 |    |    | 飛 |    | 八 |
| 香 | 桂 |    | 金 |    |    |    | 桂 | 香 | 九 |

戦法としては鎖鎌銀も狙いの一つで、図より▲3六銀では△5六歩▲同歩△同飛▲4七金△5一飛▲4五銀△2二角がよくある進行で、以下▲3四銀には△3三銀とぶつけて▲同銀成△同角▲5六歩で、ここでは後手が1歩損であるが、以下△4四歩に▲3六歩ならば△4五歩▲同歩△5五歩など、▲5八飛ならば△2四歩などとして一局。途中▲3三同銀成で▲4五銀は△4四歩として、▲5六銀なら△3八歩の垂らしであり、▲5六同飛なら△5六飛▲同金△4七銀が狙いであるが、この一連の流れは後手としては3筋歩を取られたので成立する攻め筋である。

### 相振り三間飛車
三間飛車に振ることも有力で、相振り飛車になれば右側へ囲う中飛車に対して指しやすくなる。しかし、当時アマチュアだった今泉健司が「中飛車左穴熊」を編み出し、相振り飛車が苦手な中飛車党の対抗手段となった。そのため、三間飛車も有力とまでは言えなくなっている。しかし、第6-3図に示すような向かい飛車に対しては左穴熊は天敵であるため、その場合は左美濃に囲って指すのがよい（一例として、▲5六歩△3四歩▲5八飛△3三角▲5五歩△2二飛▲3六歩△2四歩▲4八銀△2五歩▲3七銀と進む）。
| 9  | 8  | 7  | 6  | 5  | 4  | 3  | 2  | 1  |    |
| 香 | 桂 | 銀 | 金 | 王 | 金 | 銀 | 桂 | 香 | 一 |
|    |    |    |    |    |    |    | 飛 |    | 二 |
| 歩 | 歩 | 歩 | 歩 | 歩 | 歩 | 角 |    | 歩 | 三 |
|    |    |    |    |    |    | 歩 |    |    | 四 |
|    |    |    |    | 歩 |    |    | 歩 |    | 五 |
|    |    |    |    |    |    | 歩 |    |    | 六 |
| 歩 | 歩 | 歩 | 歩 |    | 歩 | 銀 | 歩 | 歩 | 七 |
|    | 角 |    |    | 飛 |    |    |    |    | 八 |
| 香 | 桂 | 銀 | 金 | 玉 | 金 |    | 桂 | 香 | 九 |

ただし対ゴキゲン中飛車に、相振り飛車に持ち込まれたら、手損でも三間飛車に直す手も愛用されている。

## 居飛車穴熊
対中飛車での居飛車穴熊では、かつては▲４七銀-３七桂型から普通に穴熊に組んでいた。ただし、居飛車側が堅さで上回り右桂がはねていても、仕掛けどころも難しく、先手が思わしい展開とは言えなかった。
このため、穴熊を目指すならと主流となっていったのが図のように、右銀を４七や４六に活用せず、右側は動かさずに一直線に穴熊に組む指し方が出現する。このことから、この戦術は｢一直線穴熊」と呼ばれるようになった。
この穴熊戦も様々なバリエーションがあり、図はその一つで、居飛車穴熊側は松尾流を目指し、後手ゴキゲン中飛車側も穴熊にする相穴熊の形である。居飛車側は飛車先を交換されないように、初めに▲６六歩と角道を止めるが、このため展開は穏やかになり、仕掛けるなどの選択肢は中飛車側にある。こうして中飛車側は相穴熊の展開にして、居飛車側が堅さで優位をとれないようにする事が多くなっていった。
かつては図のように△6四銀型から、△7二飛～7五歩と袖飛車で仕掛ける指し方があったが、▲同歩△同銀～7六歩に▲8八角と引く余地を残すよう、8八を開けて指す穴熊が利用されて以降、この例は減っていく。これは7五銀と進んでも、先手はコンパクトにまとまっていて堅さが生きる事になるためであり、この局面なら先手からも▲2四歩から▲3五歩△同歩▲3四歩△5一角▲6五歩など、強く戦う順もあり、さらに後手は4一の金の離れ駒が後で響く事があった。
一直線穴熊に対しては、後手から△５四飛～△４四飛、△1五角から2五飛などと大駒を活用し、居飛車側の陣形の偏りをついて揺さぶる指し方がある。こうなると先手も4筋をケアして、角も期を見て5九から3七や2六に持っていく展開となるが、これなら先手だけ角や右桂も使いづらく、先手番の際には、他の戦術に比べ好んで選ぶ展開ではないともされていった。
こうした将棋は、居飛車穴熊が得意なら、特に駒組も簡単である事で、実戦的にこの戦法を選択する意味はある。一方、中飛車側も他の戦法に比べて気を使わなくて済む他、相穴熊に堅め合いに展開するなら、図のように7一の金が8二に上がるビッグ4までになれば、7一の角切りで寄せられる筋がなくなり、有利な展開に持ち込む事が可能になる。

## ゴキゲンはずし
『トップ棋士頭脳勝負ーイメージと読みの将棋観3』（日本将棋連盟、2014年）によると、ゴキゲン中飛車が流行りだした1998年（平成10年）ごろから指されはじめた指し手で、初手▲7六歩△3四歩から3手目▲2六歩ではなく、▲6八玉（第9‐1図）と上がる。一見何でもないように見えるが、実は次の手△5四歩をけん制しているのである。
もともとは先手の指し手がオールラウンダー相手に居飛車にさせる意味も込めて指すことがあり、居飛車の他に中飛車も得意の森雞二が後手番で初手▲7六歩に△3四歩と指すと相手が▲6八玉と指されることがあり、森はこのように指されると４手目に△8四歩と居飛車にしていた。実際に『トップ棋士頭脳勝負』でも渡辺明は△８四歩を指されると先手の利がなくなるというが、ゴキゲン中飛車をやりたい棋士に居飛車の土俵に引き入れる手段として、大いにやるべきとしていた。
仮に△5四歩と中飛車の構えを見せると、すぐに▲2二角成と角交換し、△同銀から▲5三角と打ち込むことで、序盤から先手だけ馬作りが成功するというもの。△5二飛には、先手玉にひきつける場合は▲8六角成、中飛車側の囲いに手間をかけさせたい場合は▲2六角成と左右どちらかに成り込むことができる。なお、▲7六歩に先に△5四歩とすれば、次に▲6八玉としても△5二飛で、前述の手順は避けられる。
| 9  | 8  | 7  | 6  | 5  | 4  | 3  | 2  | 1  |    |
| 香 | 桂 | 銀 | 金 | 王 | 金 | 銀 | 桂 | 香 | 一 |
|    | 飛 |    |    |    |    |    | 角 |    | 二 |
| 歩 | 歩 | 歩 | 歩 | 歩 | 歩 |    | 歩 | 歩 | 三 |
|    |    |    |    |    |    | 歩 |    |    | 四 |
|    |    |    |    |    |    |    |    |    | 五 |
|    |    | 歩 |    |    |    |    |    |    | 六 |
| 歩 | 歩 |    | 歩 | 歩 | 歩 | 歩 | 歩 | 歩 | 七 |
|    | 角 |    | 玉 |    |    |    | 飛 |    | 八 |
| 香 | 桂 | 銀 | 金 |    | 金 | 銀 | 桂 | 香 | 九 |

| 9  | 8  | 7  | 6  | 5  | 4  | 3  | 2  | 1  |    |
| 香 | 桂 | 銀 | 金 | 王 | 金 |    | 桂 | 香 | 一 |
|    | 飛 |    |    |    |    |    | 銀 |    | 二 |
| 歩 | 歩 | 歩 | 歩 | 角 | 歩 | 角 | 歩 | 歩 | 三 |
|    |    |    |    | 歩 |    | 歩 |    |    | 四 |
|    |    |    |    |    |    |    |    |    | 五 |
|    |    | 歩 |    |    |    |    |    |    | 六 |
| 歩 | 歩 |    | 歩 | 歩 | 歩 | 歩 | 歩 | 歩 | 七 |
|    |    |    | 玉 |    |    |    | 飛 |    | 八 |
| 香 | 桂 | 銀 | 金 |    | 金 | 銀 | 桂 | 香 | 九 |

その後、2010年（平成22年）12月の順位戦A級先手三浦弘行対後手久保利明戦で、▲5三角に後手の久保が△3三角と打ち（第9‐2図）、これで後手もさせるというのが定説になる。このため、渡辺明は相手が振り飛車党ならば初手を▲2六歩と指している。つまり▲2六歩に△3四歩なら▲7六歩として△5四歩か否か、もしくは▲2六歩に△5四歩とするか、打診する指し方としている。